# Пузиревський Нестор Платонович
Нестор Платонович Пузиревський (1861, Петербург — 1934, Ленінград) — російський гідротехнік, професор Петербурзького інституту інженерів шляхів.
Досліджував ріки Східної Європи, зокрема, Дністер і Сіверський Донець, зокрема розробив проект відновлення судоходства Сіверського Дінця до міста Бєлгород.

## Праці
- Днестр, его описание и предположения об улучшении, 1902.
- Изыскания р. Северного Донца 1904—1908 гг., 1910.